# Geologia naftowa
Geologia naftowa (Geologia złóż ropy naftowej i gazu ziemnego) – dziedzina geologii zajmująca się poszukiwaniem, określaniem zasobów oraz przygotowaniem do eksploatacji złóż węglowodorów, głównie ropy naftowej i gazu ziemnego.
Nauka ta łączy w sobie szereg specjalności, takich jak: geologia historyczna, petrografia, petrofizyka, mineralogia, sedymentologia, geofizyka powierzchniowa (głównie sejsmika), geofizyka otworowa, geochemia organiczna, naftowa geologia regionalna, geologia złożowa, naftowa inżynieria złożowa, hydrogeologia, hydraulika, kartografia geologiczna, wiertnictwo.

## Literatura
- A.I. Levorsen – "Geologia ropy naftowej i gazu ziemnego", Warszawa 1972